# Metastevia
Metastevia nekadašnji je rod kritosjemenjača iz tribusa Eupatorieae. Samo je jedna vrsta u ovome rodu, zvana Metastevia hintonii, koja živi u Meksiku.
Novi rod Metastevia i vrsta Metastevia hintonii iz Meksika, nopisani su 1975. Za njega se smatralo da je usko povezan sa Steviom i da potječe od Stevije, a razlikuje se u sedam morfoloških značajki od svih poznatih vrsta Stevije.
Metastevia hintonii danas se vodi kao sinonim za vrstu Stevia hintonii.,